# Cascos de Aratis

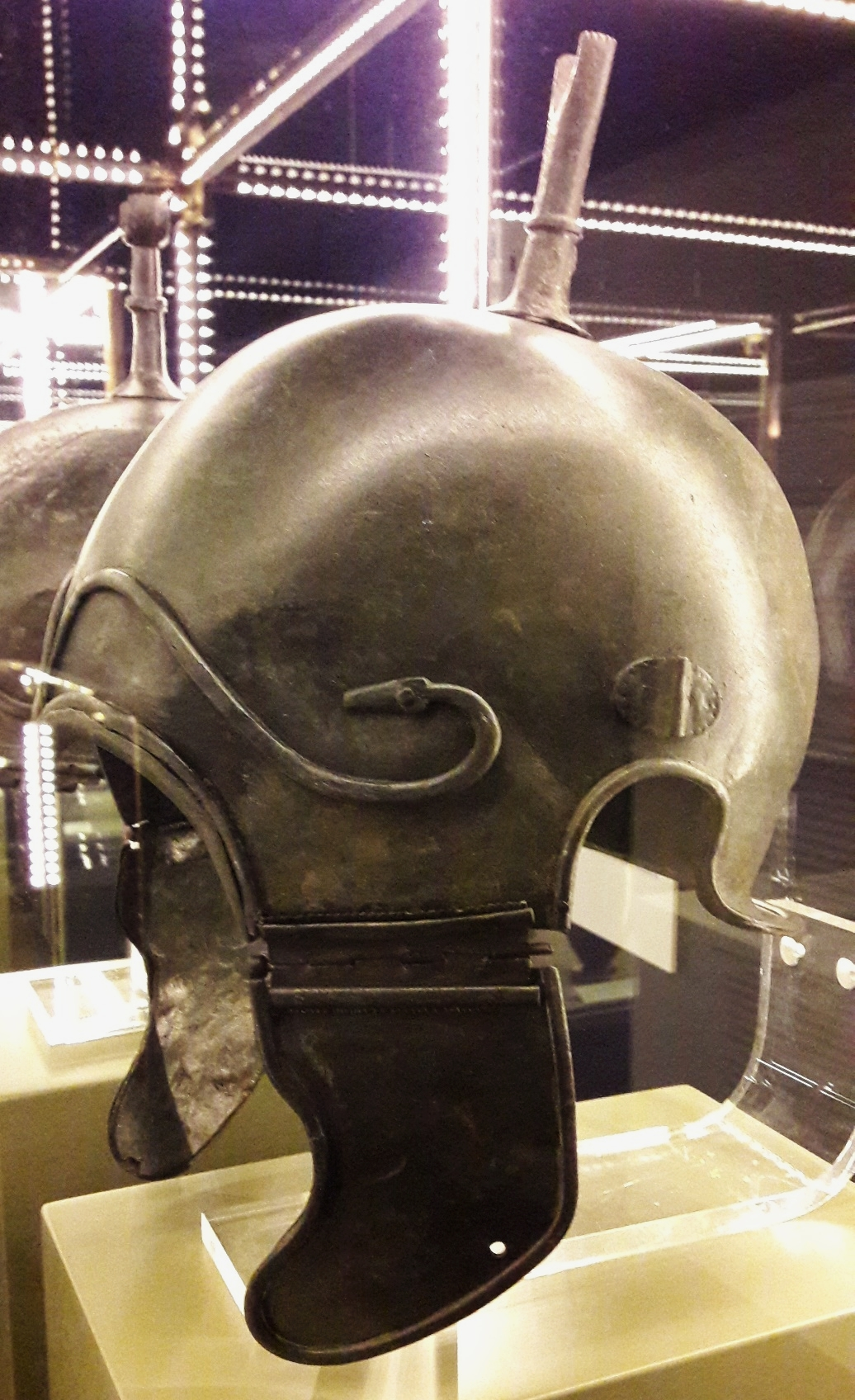
Casco hispano-calcídico procedente de España depositado en el Museo Nacional de Varsovia (MNW) por Alexander Guttmann.

Los cascos de Aratis son una serie de cascos de origen celtíbero expoliados en el yacimiento arqueológico de Aratis, en Aranda de Moncayo.

## Historia
En 1993 Ricardo Granada Pérez adquirió fincas en las inmediaciones del yacimiento arqueológico, con el objetivo de usar su detector de metales para encontrar restos.
Los cascos fueron escondidos en la localidad de Utebo y posteriormente agentes intermediarios los llevaron a casas de subastas, 2 cascos fueron subastados en Londres y se les ha perdido la pista y en Oberhasli, donde se vendieron las piezas a través del anticuario Fernando Cunillera Cunill, quien intentó vender los cascos al  Museo Central Romano-Germánico pero que ante su negativa solicitó su restauración, aunque no se llegó a llevar a cabo, e incluso llegó a donar ciertos elementos que habían aparecido en el expolio.
Finalmente el magnate de la construcción Axel Guttmann compró los cascos y fueron restaurados por Hermann Born, restaurador oficial de Guttmann y que además era el director de los laboratorios de restauración del Museo de Prehistoria e Historia Temprana de Berlín.
Cuando las piezas de la colección de Axel Guttmann fueron puestas a subasta tras su muerte en el 2001, el Museo Central Romano-Germánico denunció la procedencia de las mismas, alegando su origen en España.
Una parte de la colección terminó en el Museo Guttmann en Berlín y en el Museo de Arte Clásico de Mougins en Francia. Esta última institución, presidida por Christian Levett, es la que ha decidido donar las piezas, 7 cascos exactamente, de vuelta a España.

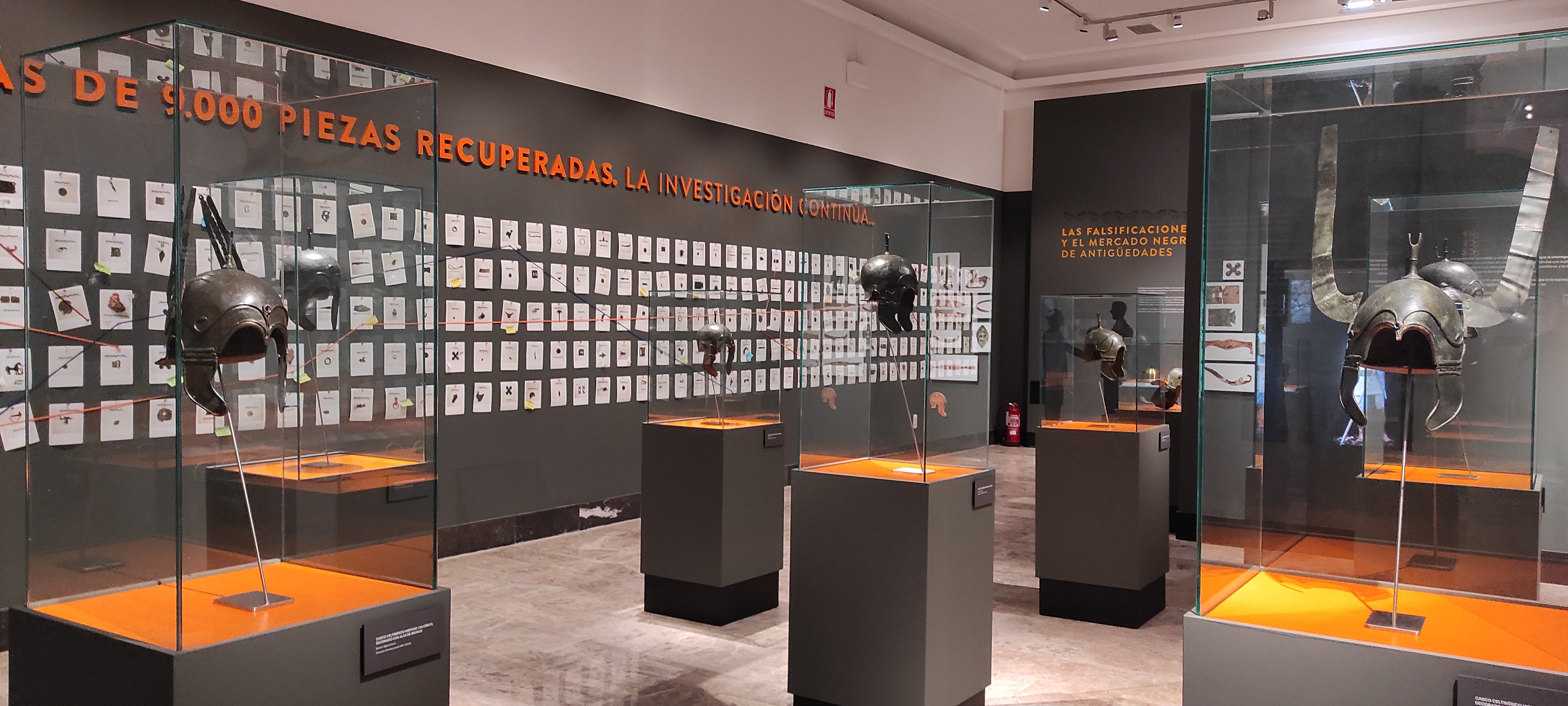
Cascos de Aratis expuestos en el Museo de Zaragoza.

## Características
Los restos que encontró Ricardo Granada Pérez, entre los que se encontraban los cascos, han sido datados entre el siglo IV y el siglo II a. C.
Las piezas son únicas, ya que en España no se ha encontrado nunca este tipo de material militar tan bien conservado. Los yelmos celtíberos estaban compuestos, a grandes rasgos, por carrilleras, para evitar cortes en los laterales del rostro, así como protecciones en la nuca y en la nariz. La importancia del conjunto se encuentra en el gran número de piezas encontradas, algo inusual en los enterramientos celtíberos españoles, donde apenas se encuentran ejemplares en las tumbas de los guerreros.
Actualmente los cascos recuperados se encuentran en el Museo de Zaragoza.